# سترايب
سترايب (بالإنجليزية: Stripe)‏ هي شركة خدمات وبرامج مالية أمريكية كخدمة (SaaS) مقرها في سان فرانسيسكو، كاليفورنيا، الولايات المتحدة. تقدم الشركة بشكل أساسي برامج معالجة الدفع وواجهات برمجة التطبيقات (APIs) لمواقع التجارة الإلكترونية وتطبيقات الهاتف المحمول.

## تاريخ
أسسها الأخوان رواد الأعمال الأيرلنديان جون وباتريك كوليسون في عام 2010، مستخدمين في البداية الاسم dev / payments.
في عام 2012، انتقلت الشركة من بالو ألتو إلى سان فرانسيسكو.
في مارس 2013، قامت سترايب بأول عملية استحواذ لها على Kickoff ، وهو تطبيق دردشة وإدارة المهام.
في أكتوبر 2019، أعلنت الشركة أنها ستنتقل من منطقة ساوث أوف ماركت إلى أويستر بوينت في مدينة ساوث سان فرانسيسكو المجاورة في عام 2021.

## خدمات

### حلول الدفع الإلكتروني
توفر سترايب واجهات برمجة التطبيقات API التي تمكن لمطوري الويب استخدامها لدمج معالجة الدفع في مواقع الويب وتطبيقات الجوال الخاصة بهم.

## النمو
في مايو 2011 ، تلقت سترايب استثمارًا بقيمة مليوني دولار من أصحاب رأس المال الاستثماري Peter Thiel و سيكويا كابيتال وأندريسن هورويتز. تم إطلاق سترايب علنًا في سبتمبر 2011 بعد إصدار تجريبي خاص واسع النطاق.
في مايو 2020، وسعت سترايب خدماتها في 5 أسواق جديدة في أوروبا: جمهورية التشيك ورومانيا وبلغاريا وقبرص ومالطا. عام 2011 تلقت استرايب استثمارات بقيمة مليوني دولار.